# Kanton Clermont-Ferrand-5
Der Kanton Clermont-Ferrand-5 ist seit 2015 ein französischer Wahlkreis im Arrondissement Clermont-Ferrand im Département Puy-de-Dôme in der Region Auvergne-Rhône-Alpes. Der Kanton umfasst Teile der Stadt Clermont-Ferrand.